# Gonzalezodoria
Gonzalezodoria är ett släkte av tvåvingar. Gonzalezodoria ingår i familjen parasitflugor.
Kladogram enligt Catalogue of Life:
| Gonzalezodoria | \| \| Gonzalezodoria goniodes \| \| \| \| \| \| Gonzalezodoria gonioides \| \| \| \| |
|                | \| \| Gonzalezodoria goniodes \| \| \| \| \| \| Gonzalezodoria gonioides \| \| \| \| |
|                | Gonzalezodoria goniodes                                                              |
|                |                                                                                      |
|                | Gonzalezodoria gonioides                                                             |
|                |                                                                                      |